# Dalton (Ohio)
Dalton – wieś w USA, w stanie Ohio, w hrabstwie Wayne.
Liczba mieszkańców w 2000 roku wynosiła 1 605.